# Jump Festa
Jump Festa 是日本一年一次，由綜合出版社集英社旗下的漫畫雜誌《週刊少年Jump》、《Jump Square》（至2007年以前是《月刊少年Jump》）、《V Jump》、《最強Jump》主辦的漫畫博覽會。博覽會於1999年開始， 於每年12月舉行了為期兩天的展覽，每年大約有100,000多人參加。 活動期間會發表漫畫、動畫、電影、遊戲、以及周邊商品的消息。當前熱門的Jump系列作品的漫畫家也會來參加活動，其中許多人都有專門的時段來回答來賓問題。該活動的吉祥物是由鳥山明設計的KAIZO君。
儘管活動的重點是在集英社的Jump雜誌的作品，不過萬代南夢宮娛樂、卡普空以及史克威爾艾尼克斯等遊戲公司也會參加該活動，並且會宣布遊戲新作，同時發表遊戲預告片，遊戲畫面與遊戲試玩。

## 概要
於1999年開幕，每年12月第三週的星期六、日在幕張展覽館舉行。每年動員8至10萬人，但逐年增加動員人數，近年來動員人數已接近20萬人。首個會場是在東京國際展示場。
在會場上有先行、限定發售Jump系漫畫周邊的「原創周邊販售區」（オリジナルグッズ販売ゾーン）、可體驗《週刊少年Jump》世界的「Jump體感世界」（ジャンプ体感ワールド）、進行原畫及簽名板展示的「Jump原畫世界」（ジャンプ原画ワールド）、由出演動畫化作品的聲優等相關人士出演的「Jump Super Stage」（ジャンプスーパーステージ）、以Jump漫畫的世界觀為主題販售餐飲的「Jump路邊攤村」（ジャンプ屋台村）等等。此外，每年還會有Jump漫畫簽約公司的20多個攤位（製造商攤位（メーカーブース））展出。「Cosplay攝影許可區域」（コスプレ撮影許可エリア）亦會有許多Cosplay，但為了配合活動主題，Cosplay主要限於Jump系作品。
在「原創周邊販售區」等等先行販售的周邊，有些之後亦會在JUMP SHOP上販售。
由於是在年底舉行，因此標題的後綴年號是採用翌年年號。例如，於2010年12月舉行的Jump Festa取為「Jump Festa 2011」（ジャンプフェスタ2011）。

## Anime Tour
1995年
- 橙路
- 烏龍派出所

1998年
- ONE PIECE 打倒！海賊強薩克！
- Hunter × Hunter
- 世紀末領袖傳!

2002年
- 棋魂 （裁決的一局! 綻放吧 往昔之花!!）
- 搞笑漫畫日和
- 网球王子 A DAY OF SURVIVAL MOUNTAIN ～恐怖的強化訓練～

2003年
- 火影忍者 尋找紅色四葉草
- 网球王子 THE BAND OF PRINCES FILM THE FUTURE!

2004年
- 火影忍者 在隱蔽瀑布的死鬥 我就是英雄！
- 光速蒙面俠21 幻的黃金盃
- 草莓100% 戀愛開始!? 攝影合宿 ～動搖的心向東向西～
- BLEACH Memories in the rain

2005年 9-10月
- 光速蒙面俠21 前往聖誕盃的道路～南島的特訓！YA-HA-!～
- BLEACH The sealed sword frenzy
- 银魂～就算沒喝醉也要裝成酩酊大醉好讓上司有面子～

2008年 9月21日-11月23日
- 搞怪吹笛手～上映前注意～
- BLEACH
- 遊戲王5D's～進化的決鬥！星塵龍VS真紅眼魔龍～
- 七龙珠 好！歸來的孫悟空與同伴們!!
- 藍龍
- 信蜂～光與青的幻想夜話～
- 劇場版银魂預告～白夜叉降誕～
- ONE PIECE ROMANCE DAWN STORY

2009年 10月12日-11月29日
- 信蜂 上映前注意
- 家庭教師HITMAN REBORN! 彭哥列家族總登場！彭哥列式修業旅行來了!!
- 美食獵人TORIKO
- 火影忍者THE CROSS ROADS
- 10週年紀念 劇場版遊戲王  預告映像
- ONE PIECE FILM STRONG WORLD 預告映像

2010年 10月23日-11月21日
- 惡魔奶爸 撿到大魔王的嬰兒!?
- BLEACH
- SKET DANCE動畫化告知CM
- 信蜂 REVERSE
- 靈異E接觸動畫化告知CM
- 妖怪少爺
- 美食獵人TORIKO

2013年 10月6日-11月24日
- 偽戀
- 黑子的籃球
- 暗殺教室 修學旅行篇

2016年
- 我的英雄學院
- 黑色五叶草

2021年
- 妖幻三重奏（宣布動畫化）

2022年
- 夜櫻家大作戰（宣布動畫化）
- 鴨乃橋論的禁忌推理（宣布動畫化）

2023年
- 鏈鋸人（《劇場版 鏈鋸人 蕾潔篇》製作決定）
- ONE PIECE（《THE ONE PIECE》製作決定）

2024年
- 正義使者 -我的英雄學院之非法英雄-（宣布動畫化）
- 拉麵赤貓（動畫第二季製作決定）